# Betula winteri
Betula winteri là một loài thực vật có hoa trong họ Betulaceae. Loài này được Dugle mô tả khoa học đầu tiên năm 1966.